# Trichiotinus affinis
Espèce
Synonymes
- Trichiotinus parvulus Casey, 1915[2]
- Trichiotinus venticosus Casey, 1915[2]
- Trichius mutabilis Schaum, 1844[2]
- Trichius variabilis Burmeister & Schaum, 1841[2]

Trichiotinus affinis est une espèce d'insectes coléoptères de la famille des Scarabaeidae originaire du Centre-Est de l'Amérique du Nord. Il peut atteindre de 9 à 12 mm de long, voire plus.

## Description
Sa livrée est vert métallique, aux élytres ornés de macules. Ses antennes présentent un scape composé d'articles ovales. Sa tête est plus étroite que le pronotum, le front présente une pubescence dense, et ses yeux sont globuleux.
Son pronotum est oblong, les deux lobes postérieurs sont maculés blancs, la face dorsale est bombée, et le tégument est finement ponctué. Ses élytres forment un rectangle 1,2 fois plus large que long. Les flancs sont ornés de quatre bandes transversales blanc crème, la face antérieure est ornée de deux petites macules blanc crème sous le scutellum, et la partie centrale est largement maculée de brun ocré. La face ventrale présente une abondante pilosité blanc beige.

## Répartition
Il se rencontre depuis le Maine jusqu'aux Grands Lacs, de la Floride jusqu'au Texas.

## Galerie

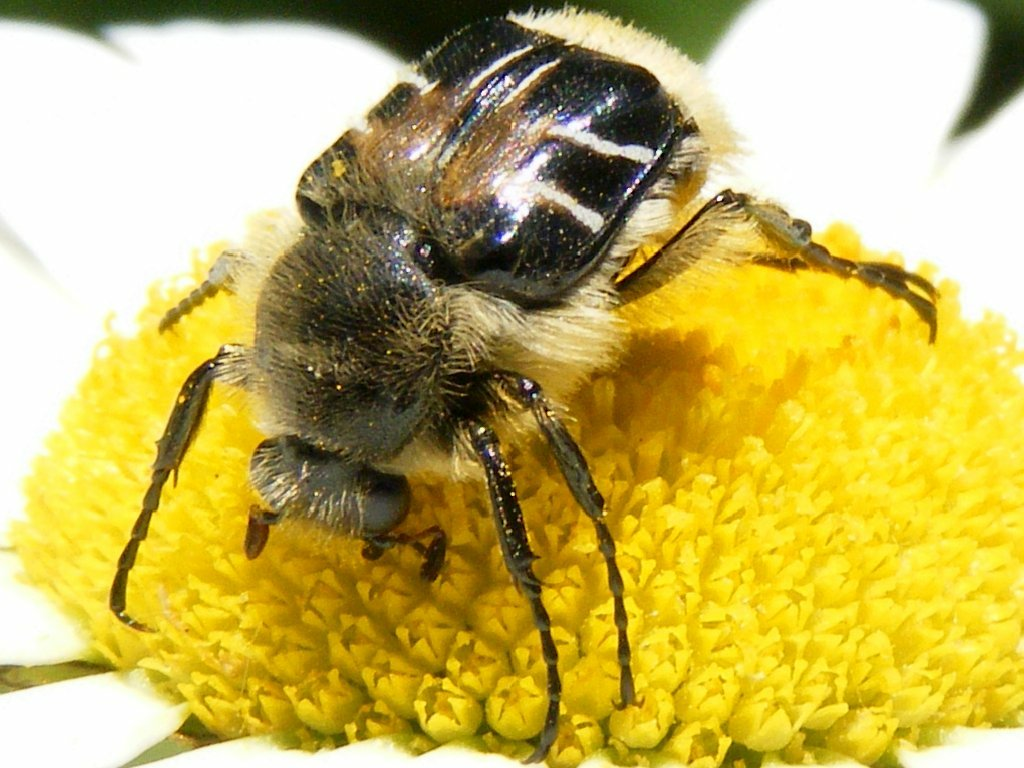
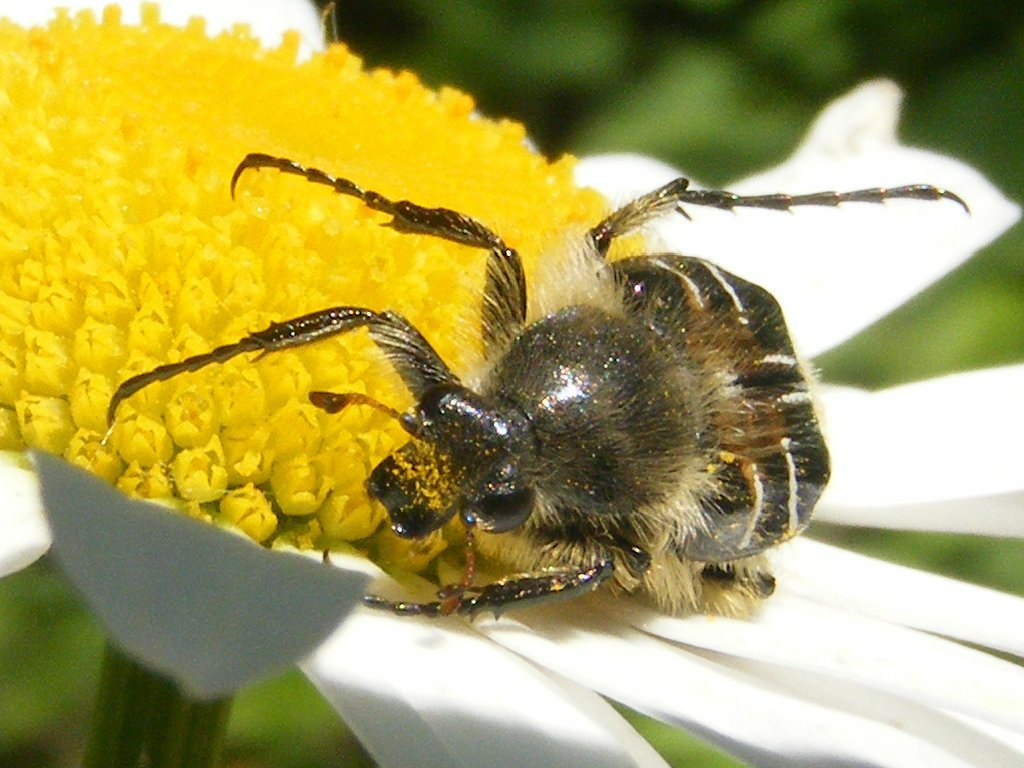
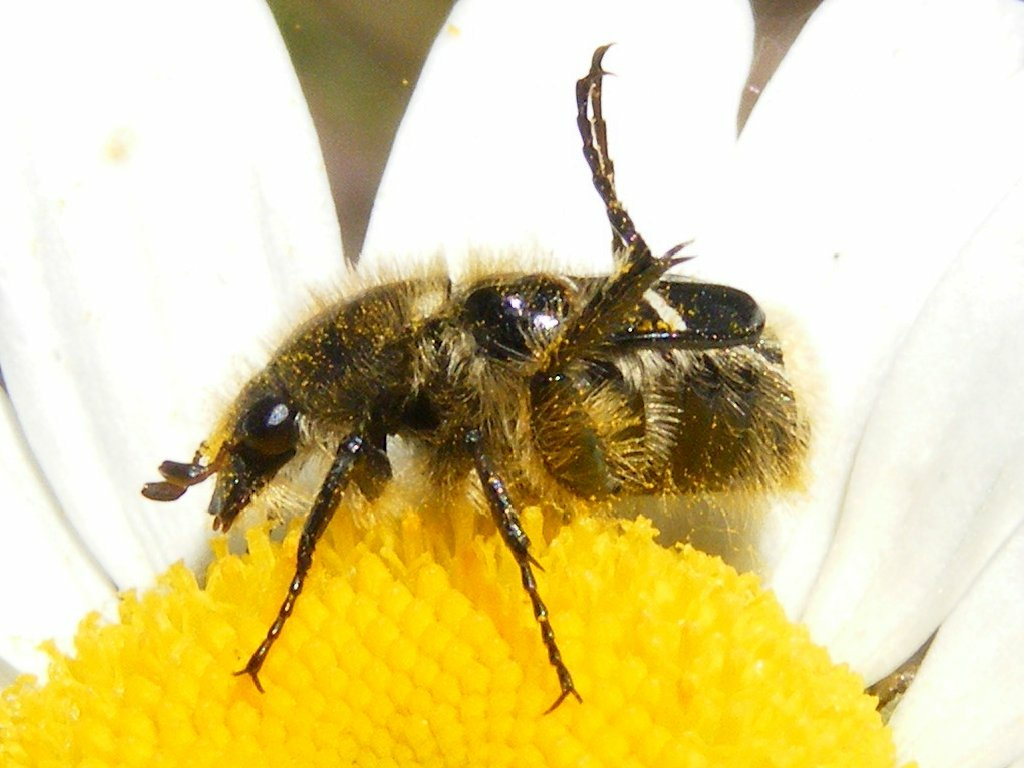
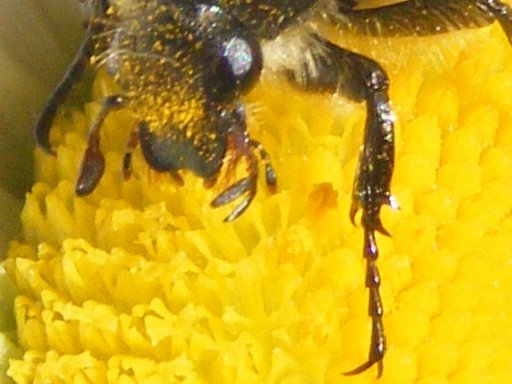
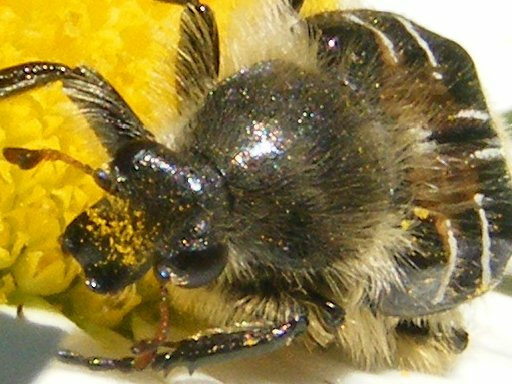
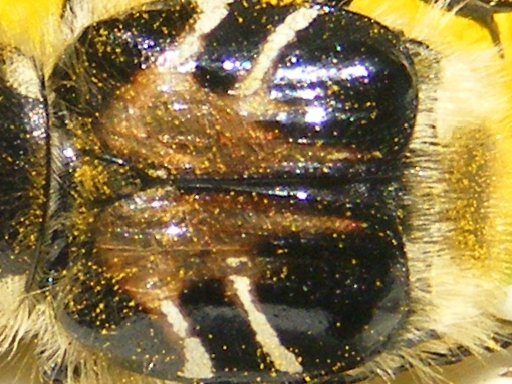